# ريفر سكيب

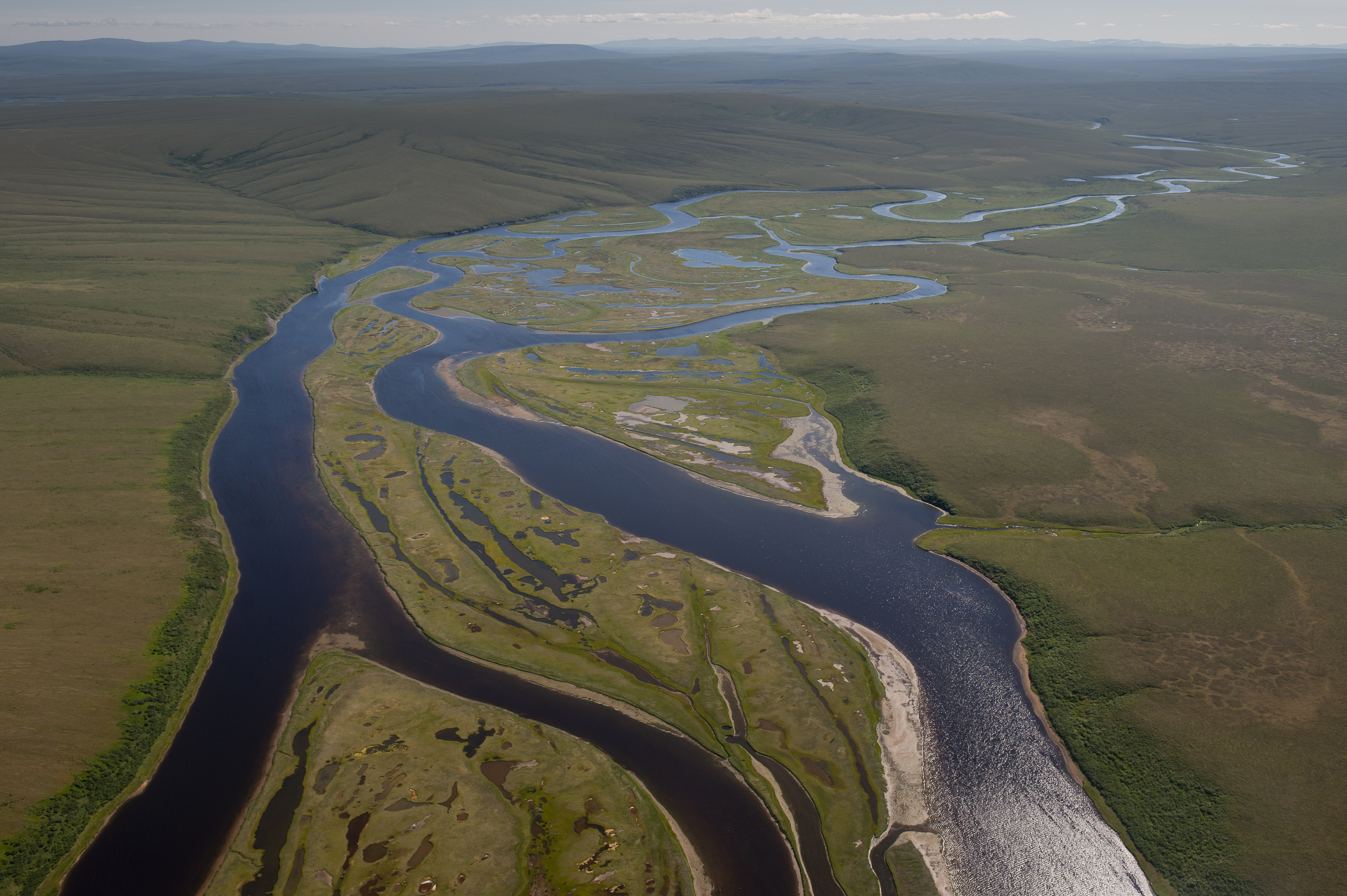
منظر جوي لريفر سكيب كوجروك (ألاسكا)

ريفر سكيب (المعروف أيضًا باسم منظر النهر) على ميزات المناظر الطبيعية التي يمكن العثور عليها على النهر وعلى طوله. تشمل معظم ميزات مناظر الأنهار التضاريس الطبيعية (مثل التعرجات وبحيرات قوس قزح) ولكنها يمكن أن تشمل أيضًا التضاريس الاصطناعية (مثل السدود التي من صنع الإنسان وأخدود النهر). يمكن تقسيم ريفر سكيب إلى ريفر سكيب في الطبقة العليا، وريفر سكيب في الوسط، وريفر سكيب ذات الدورة المنخفضة.
يستخدم المصطلح نهر أحيانًا للإشارة إلى نفس نوع المناظر الطبيعية مثل منظر النهر، أو ضفة النهر فقط. يمكن أيضًا تعريف المناظر الطبيعية للنهر على أنها شبكة من الأنهار والأراضي المحيطة بها، وهي ممتازة للاستخدام الزراعي بسبب تربة غنية وخصوبة التربة. تُستخدم كلمة نهر أيضًا كصفة تعني «متعلق أو موجود على نهر أو ضفاف نهر».

## الدورة العليا
في المجرى العلوي للأنهار، تكون القنوات ضيقة والتدرجات شديدة الانحدار. التعرية العمودية هي عملية تشكيل الأرض البارزة. تشمل السمات النموذجية لمناظر الأنهار ذات المسار العلوي ما يلي:

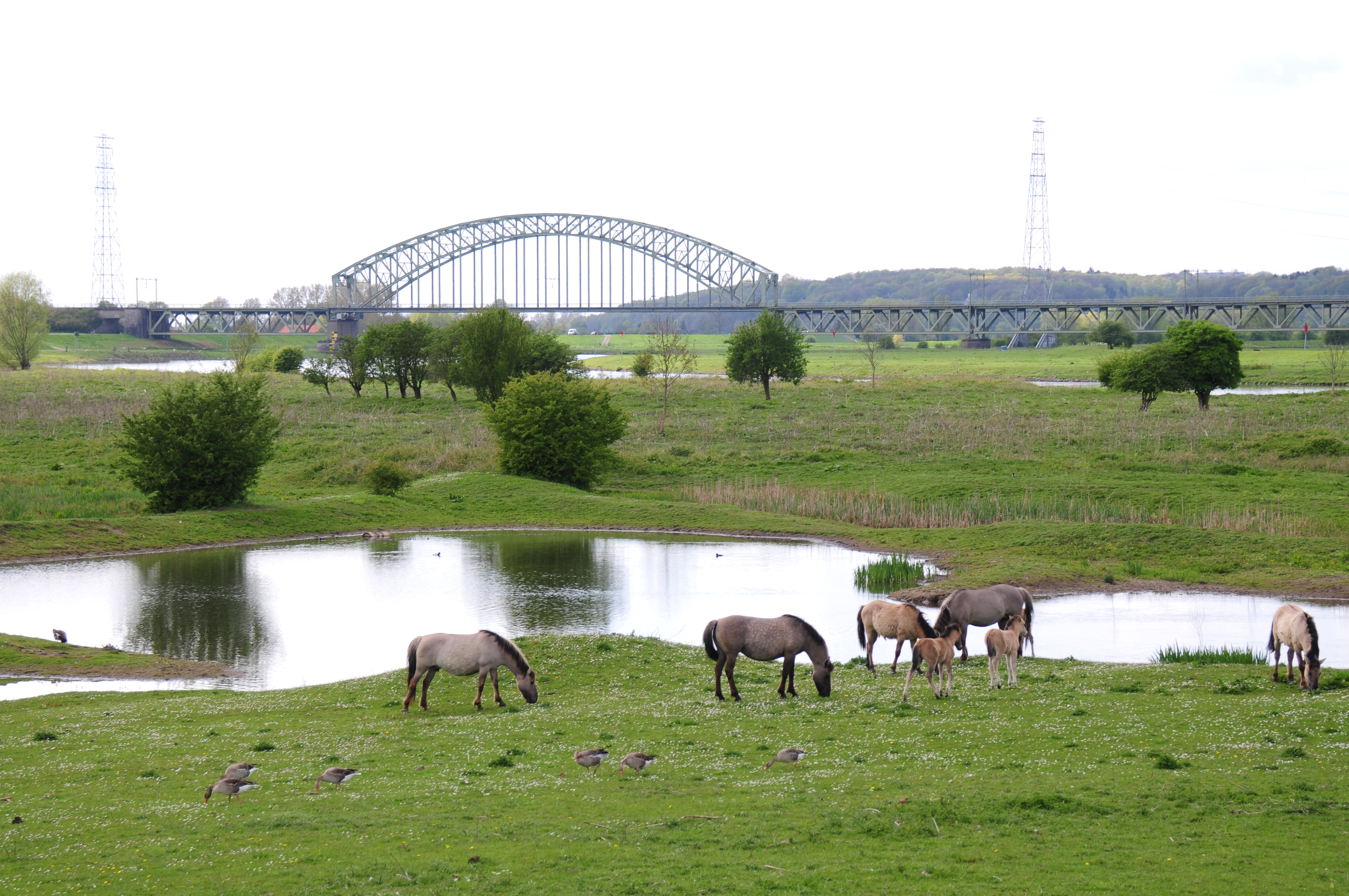
المناظر الطبيعية للنهر على طول مجرى نهر الراين السفلي (هولندا)

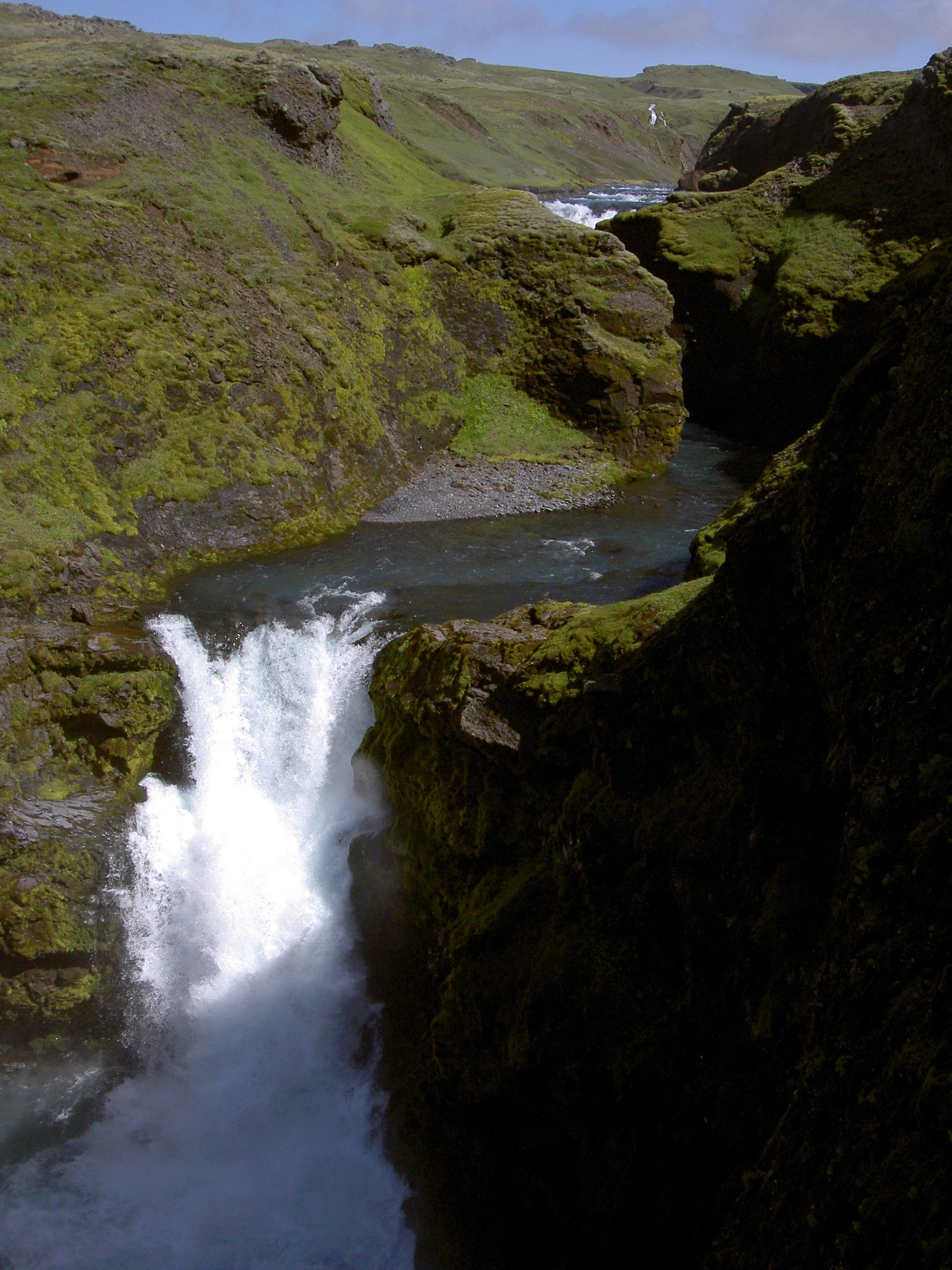
منظر النهر للمجرى العلوي لنهر سكوغا (آيسلندا)

- المتشابكة حفز
- نهر مجدول
- الوديان على شكل حرف V
- غلاية العملاق
- حمامات الغطسمنظر النهر للمجرى العلوي لنهر سكوغا (آيسلندا)مجرى النهر الأوسط لمانور ووتر (اسكتلندا)

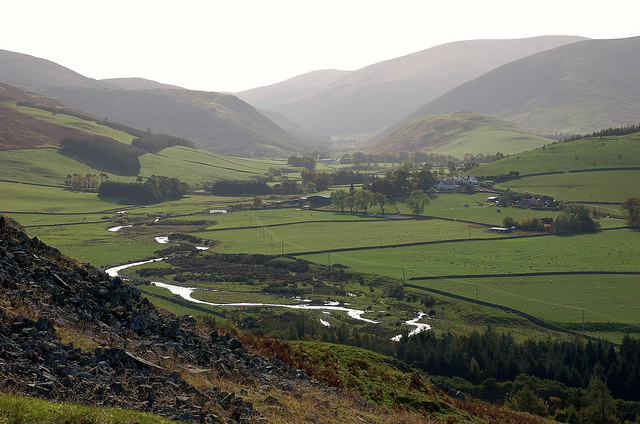
مجرى النهر الأوسط لمانور ووتر (اسكتلندا)

- مروحة الغرينية
- الرافد
- شلالات
- الحفر
- أخدود
- تيارات نهرية سريعة

## الدرس الأوسط
في منتصف مجرى الأنهار، يزداد التصريف ويتسطح التدرج. تشمل السمات النموذجية لمناظر الأنهار ذات المسار الأوسط ما يلي:
- وادي على شكل حرف U
- غابة شطئية
- منحدر الانزلاق
- أوكسبو البحيرة
- رافد (نهر)
- قطع البنك
- تيار متعرج
- هور
- بندقية
- تجمع تيار

## دورة أقل
في مجرى الأنهار السفلي، تكون القنوات واسعة وعميقة، ويكون التصريف في أعلى مستوياته. تشمل السمات النموذجية لمناظر الأنهار المنخفضة المسار ما يلي:

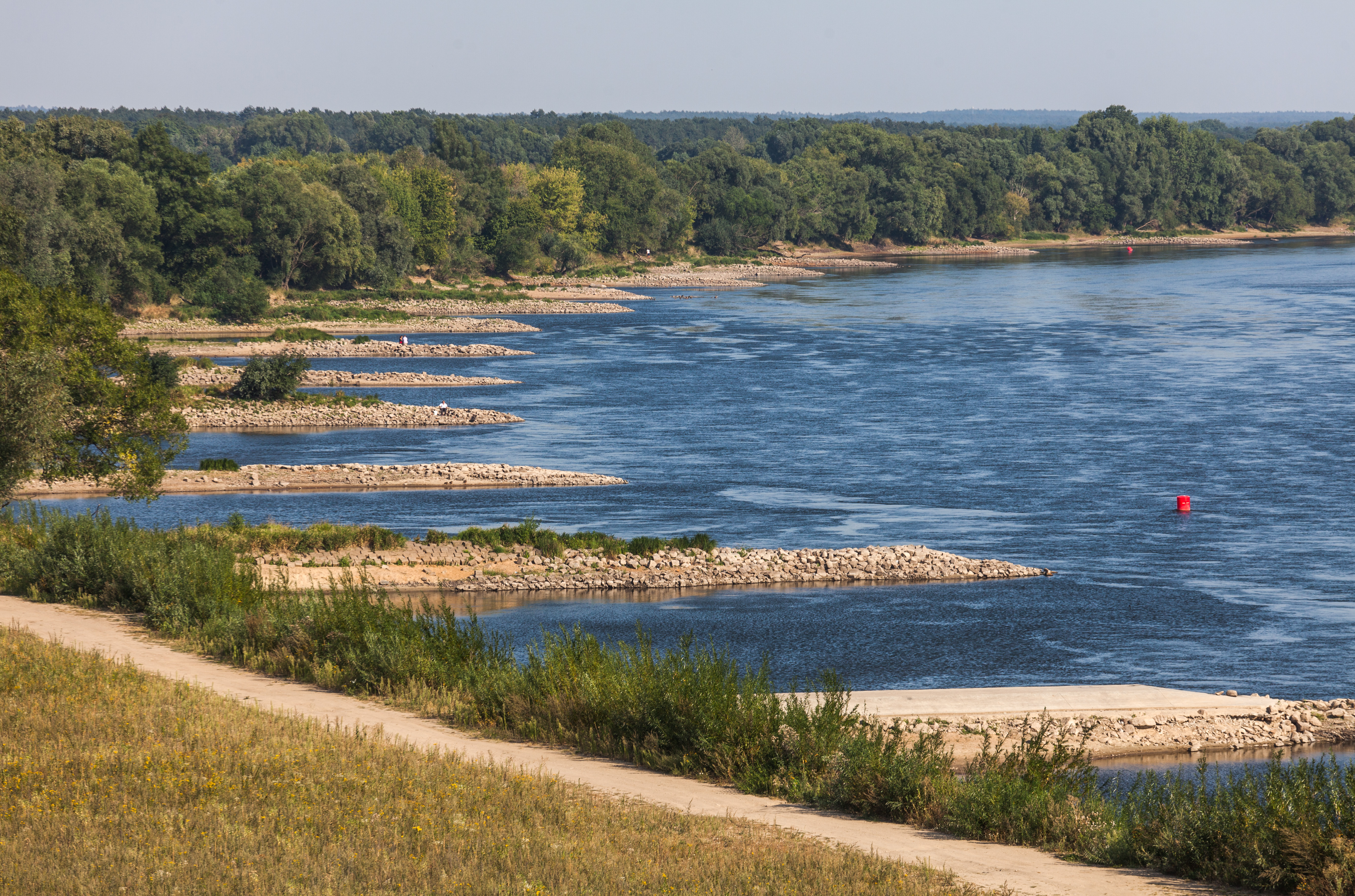
مجرى النهر السفلي لفيستولا (بولندا)

- وديان واسعة ذات قاع مسطح
- نهر جرونيز
- جسر (ممر)
- فرع (دلتا نهر)
- دلتا
- سهل فيضي
- تيار متعرج
- سد ترابي
- كولك (دوامة)

## فن المناظر الطبيعية
ريفر سكيب هي مواضيع شائعة في لوحات المناظر الطبيعية. بالإضافة إلى استخدام كلمة ريفر سكيب في الجغرافيا، يرتبط المصطلح أيضًا بفن المناظر الطبيعية. في الفنون البصرية يعتبر مصطلح «مشهد النهر» مرادفًا لكلمة «ريفر سكيب». تشمل المصطلحات ذات الصلة المستخدمة في الفنون المرئية «المناظر البحرية» «كلاودكيب» و «سيتي سكيب». كان تصوير (فنون تشكيلية) المعروف سالومون فان رويسديل. فيما يلي بعض الأمثلة على تصوير الفنزن التشكيلية.

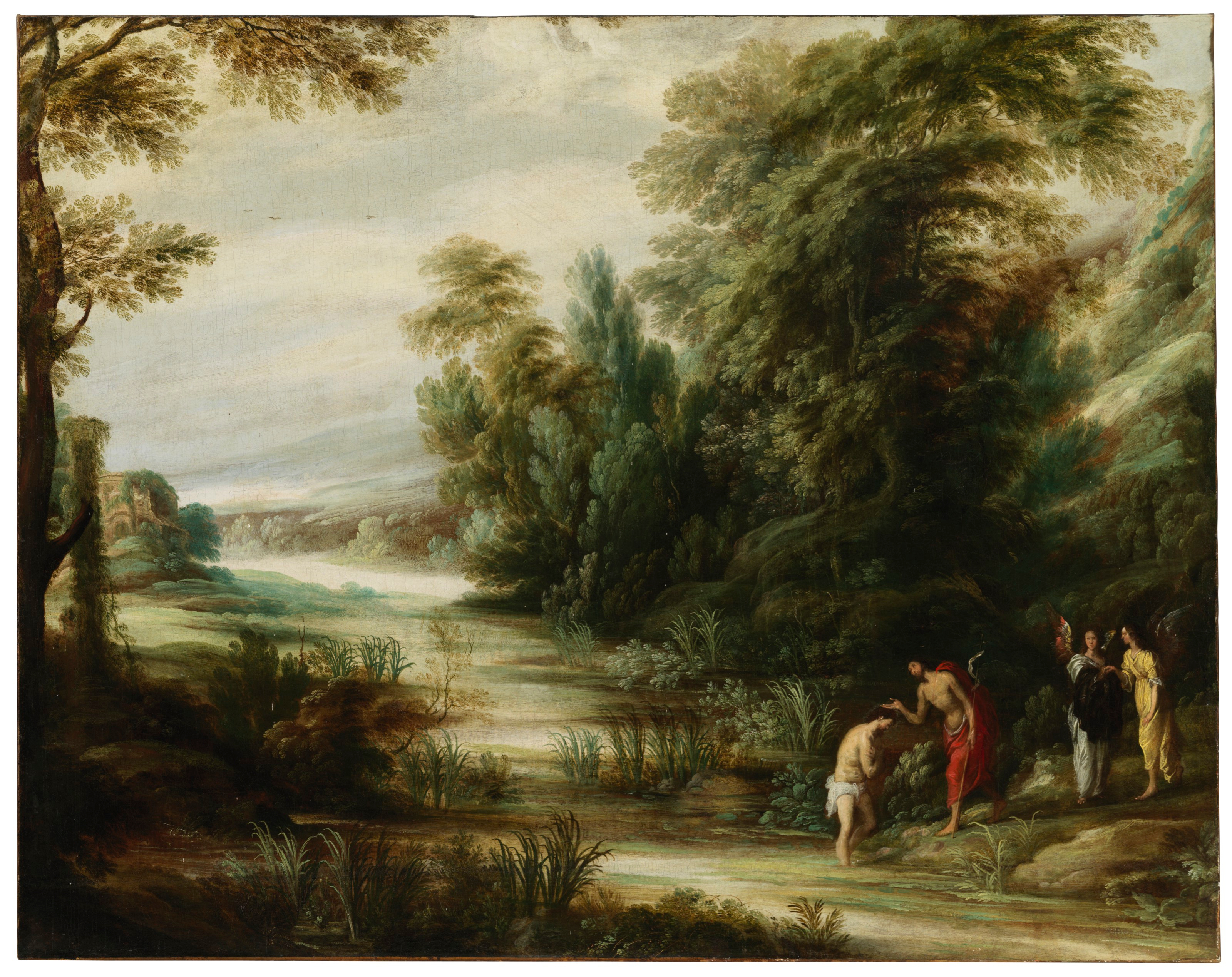
ريفر سكيب مع معمودية المسيح ، بقلم جاك فوكيه
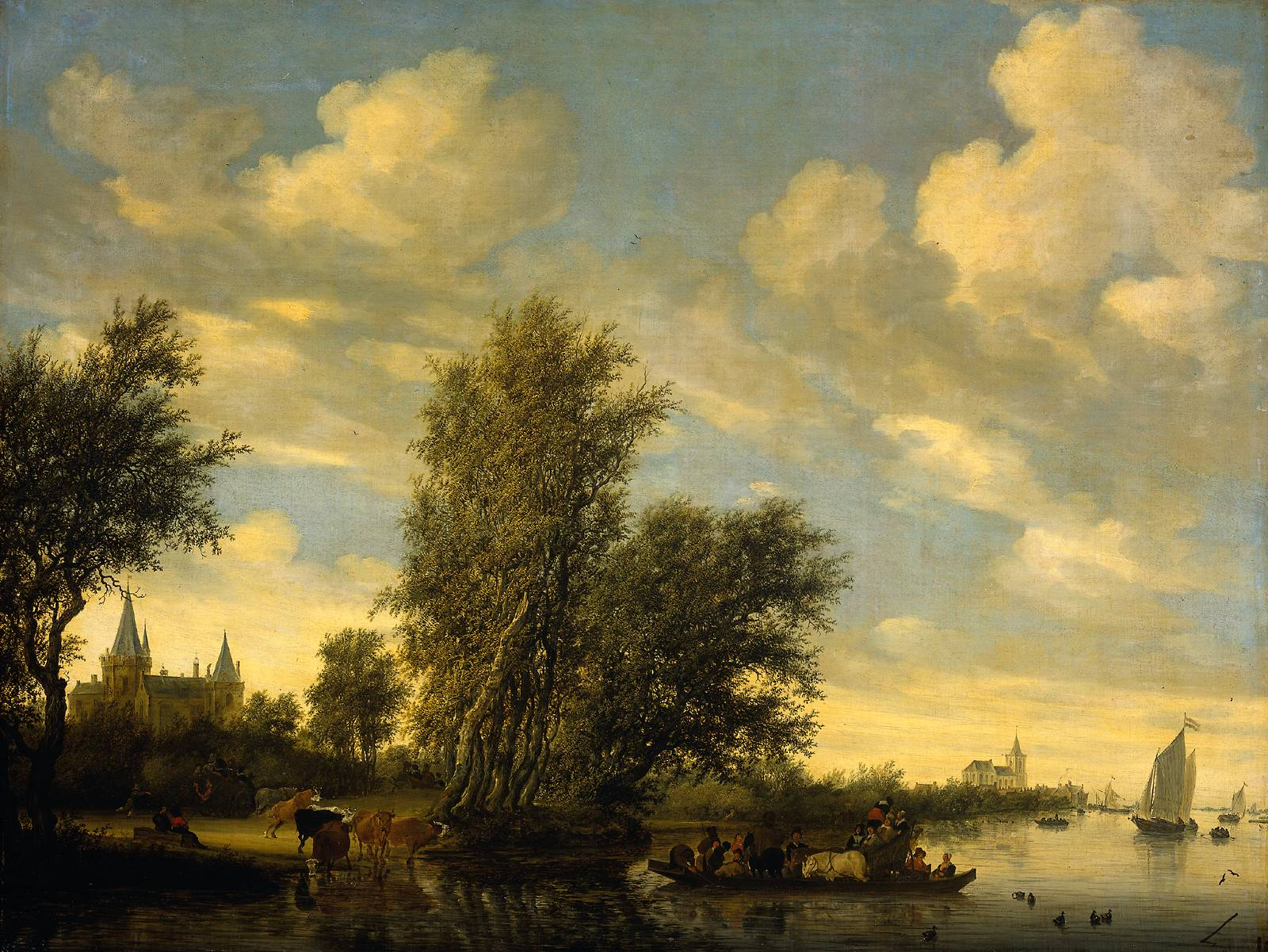
منظر طبيعي للنهر مع العبارة بواسطة سالومون فان رويسديل (1649)
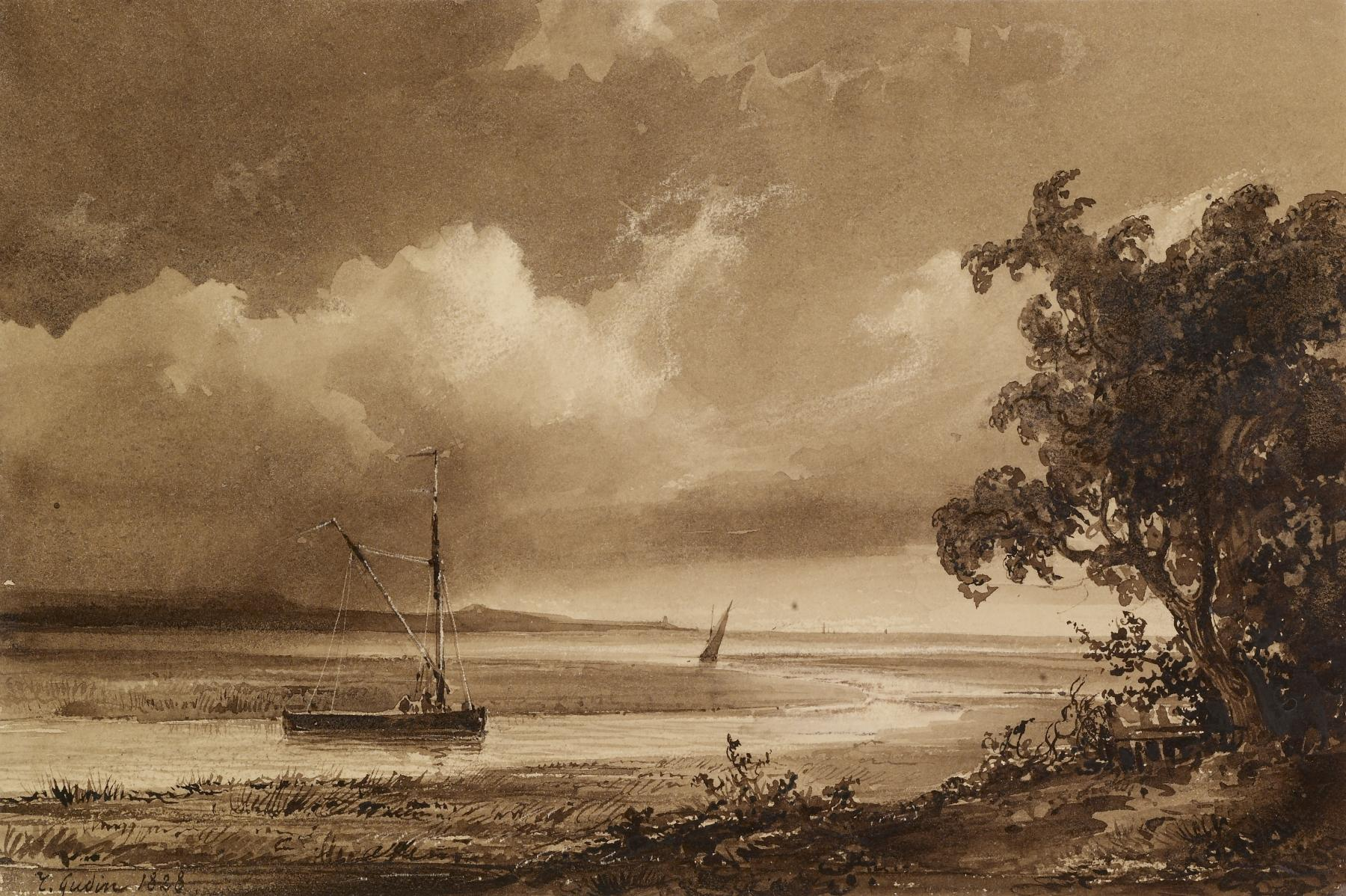
ريفر سكيب مع القوارب ، بقلم آدم أوجست مولر (1828)
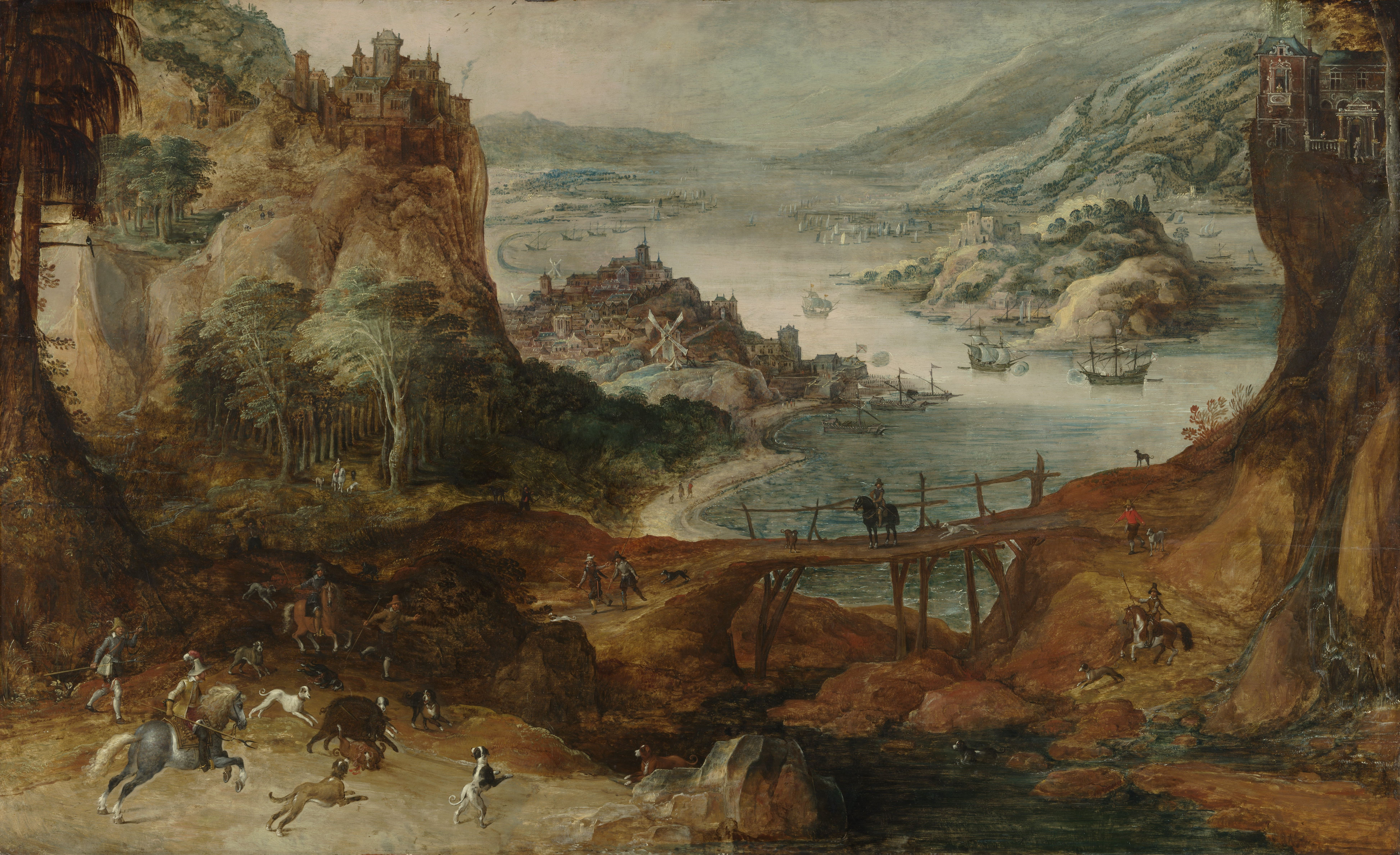
منظر طبيعي للنهر مع صيد الخنازير ، بقلم جووس دي مومبر (حوالي 1600)
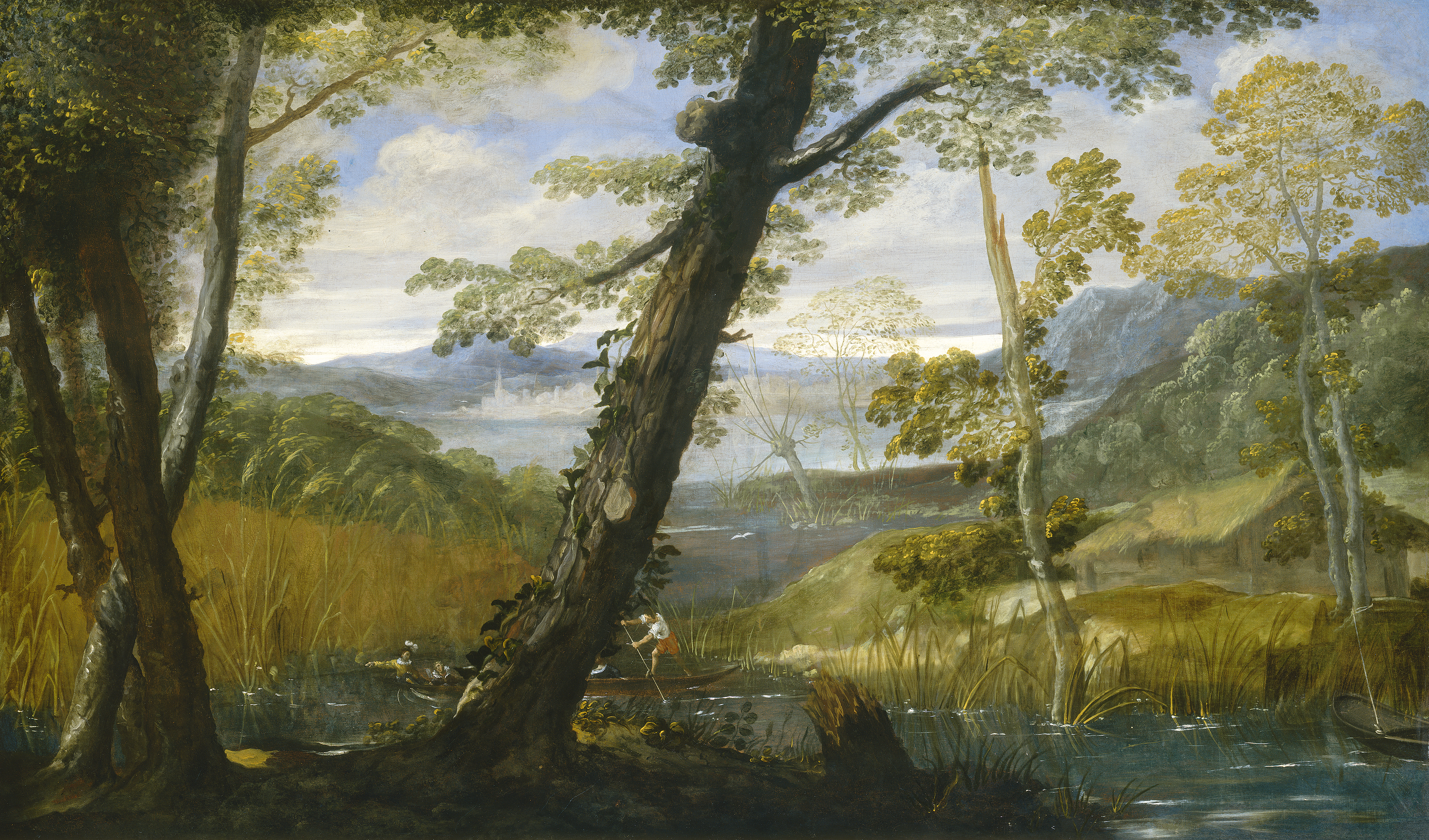
منظر طبيعي للنهر ، بقلم أنيبالي كاراتشي (حوالي 1590)

## معرض الصور

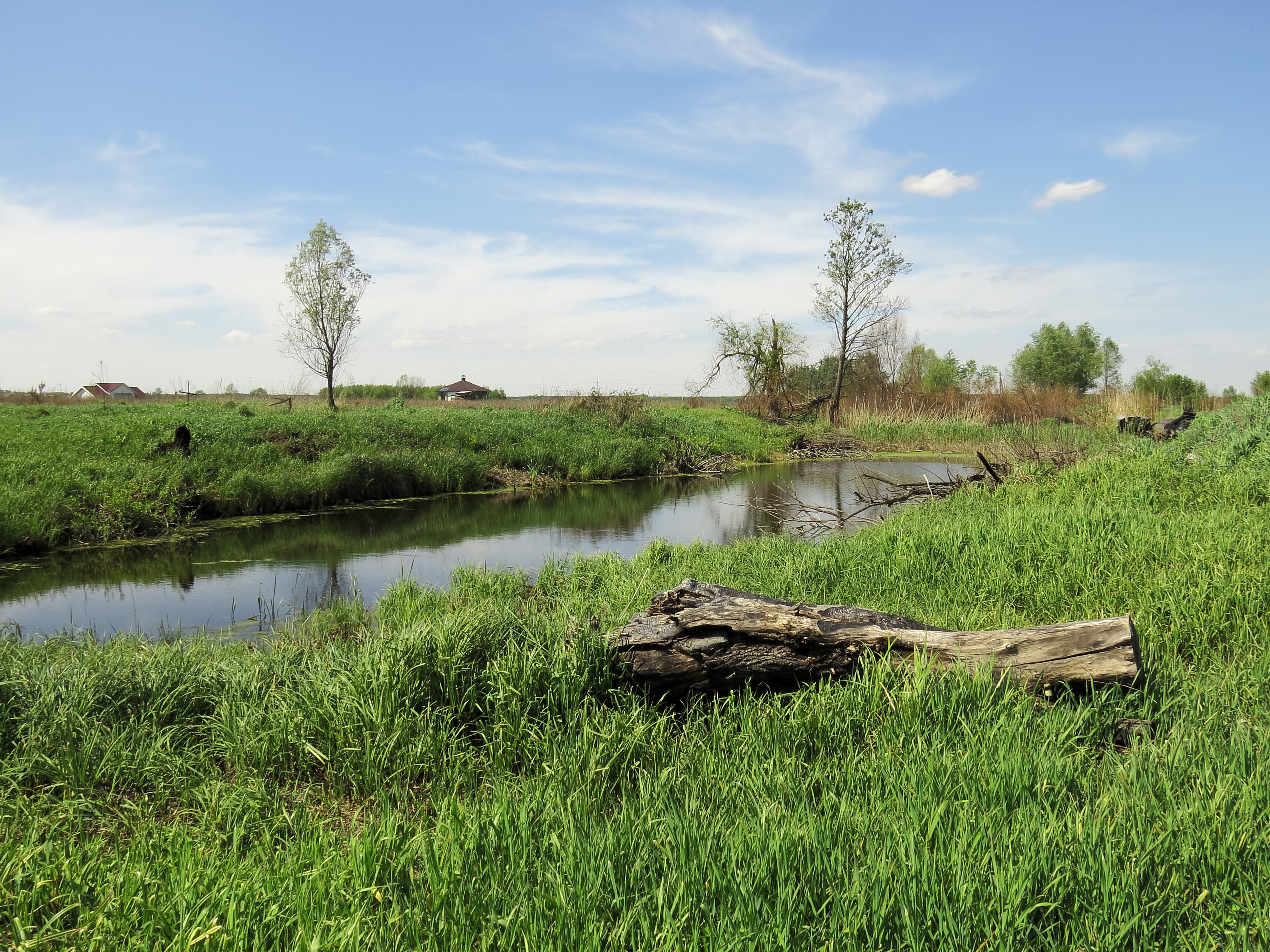
بحيرة اكسبوكس على طول نهر إيربين (أوكرانيا)
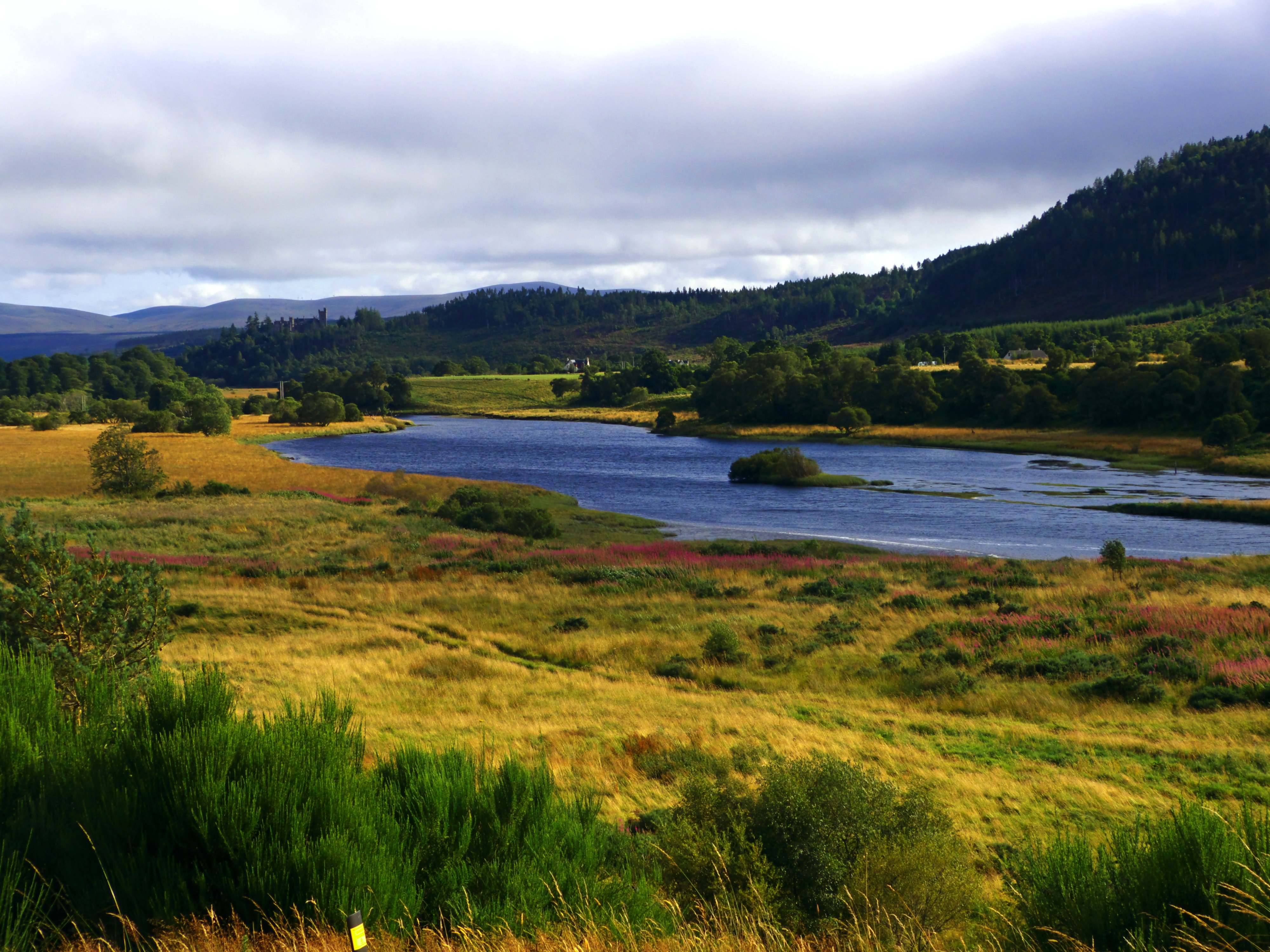
ريفر سكيب من كيلي ساذرلاند (اسكتلندا)
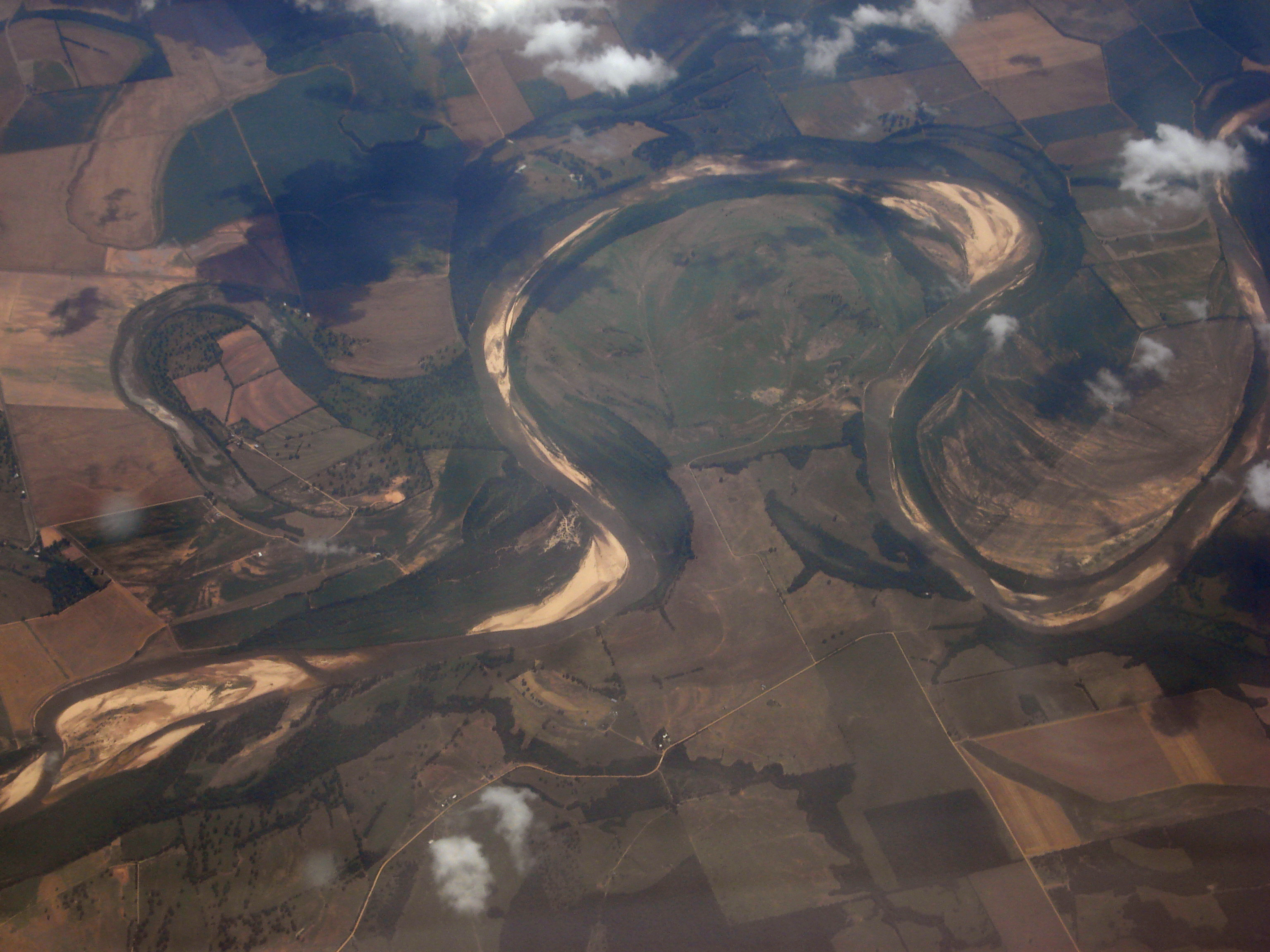
منظر جوي لمتعرج في النهر الأحمر (تكساس)
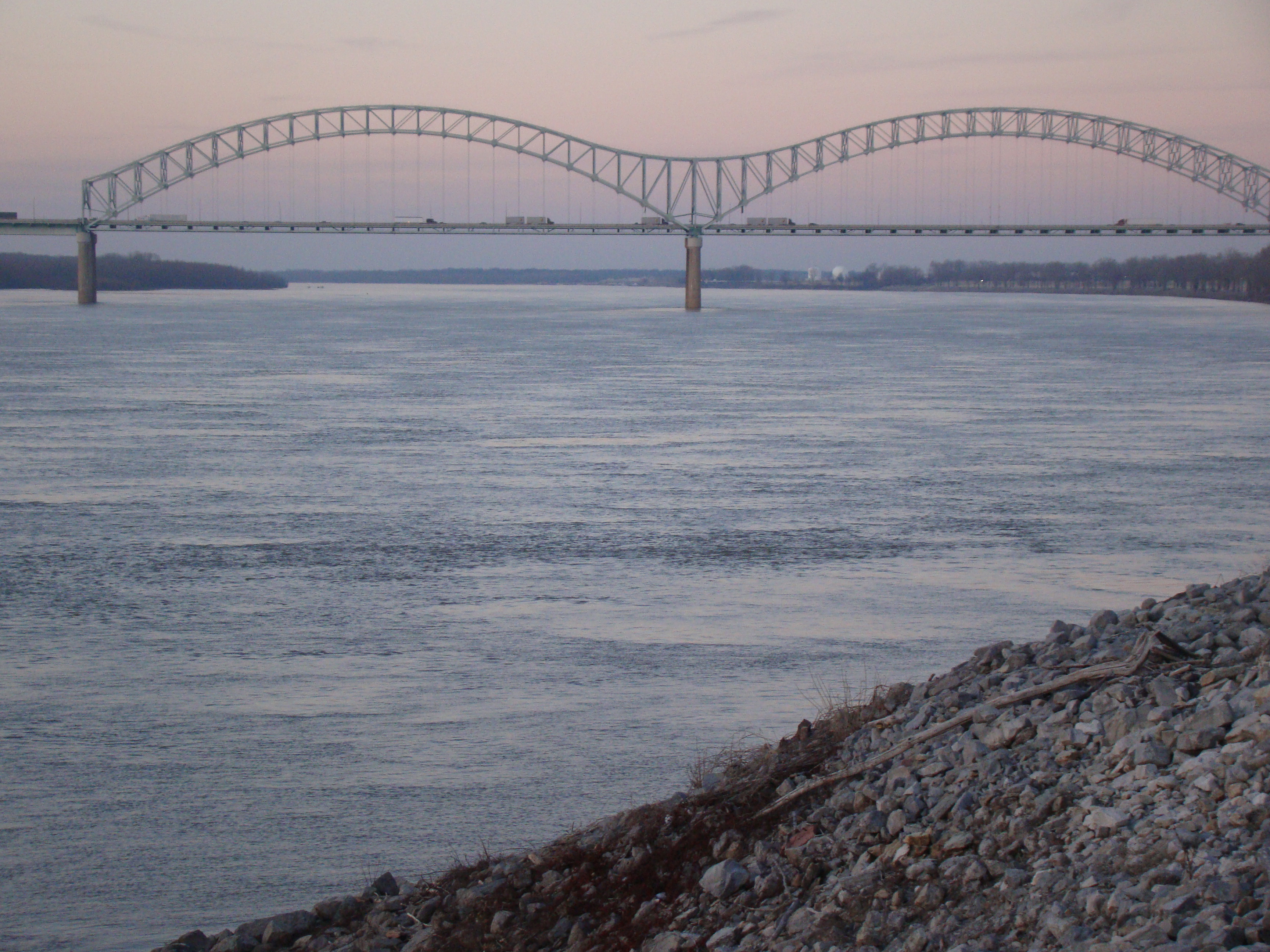
نهر المسيسيبي (تينيسي)
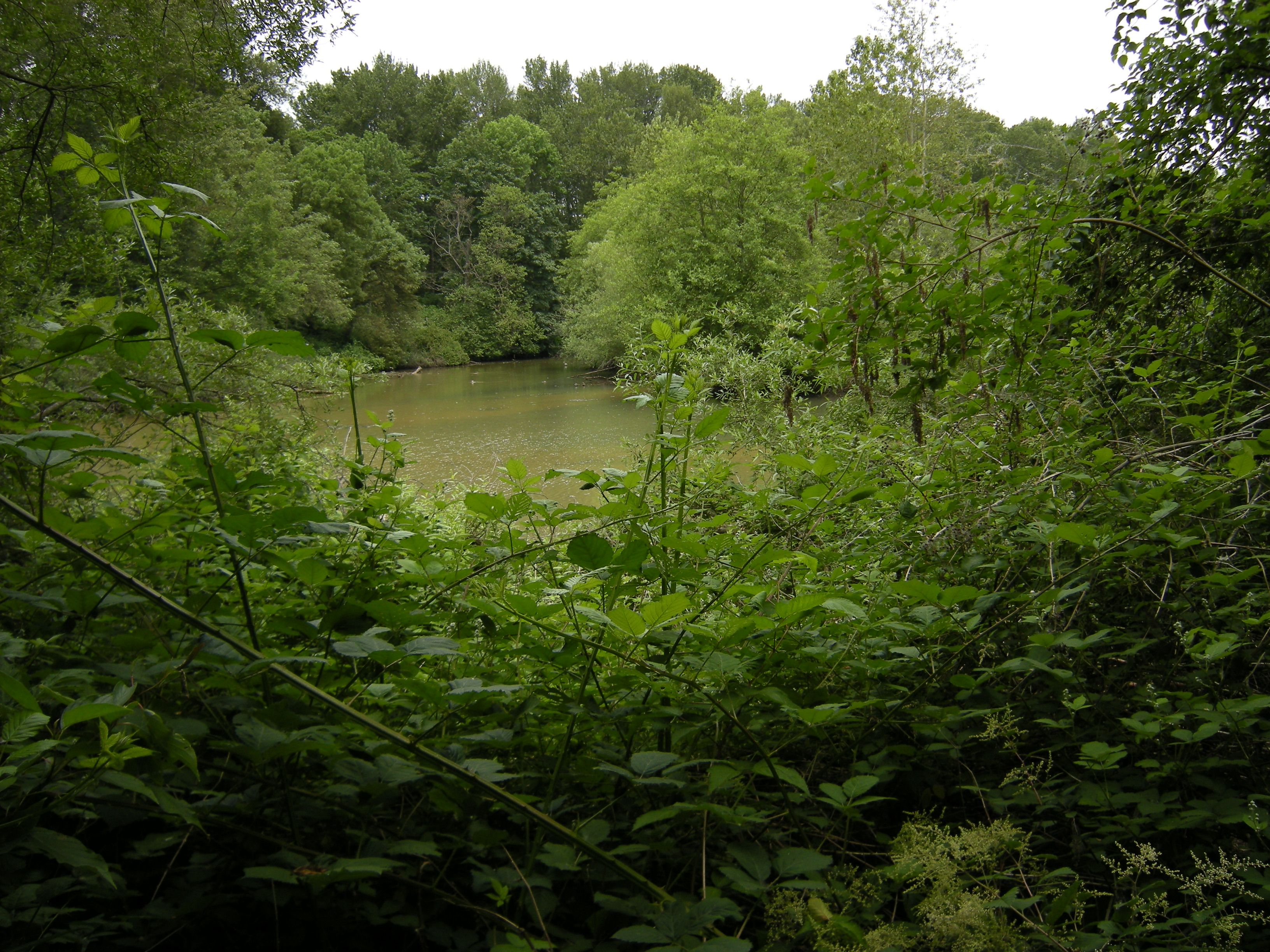
غابة على ضفاف النهر وبقية من النهر الأسود (واشنطن)
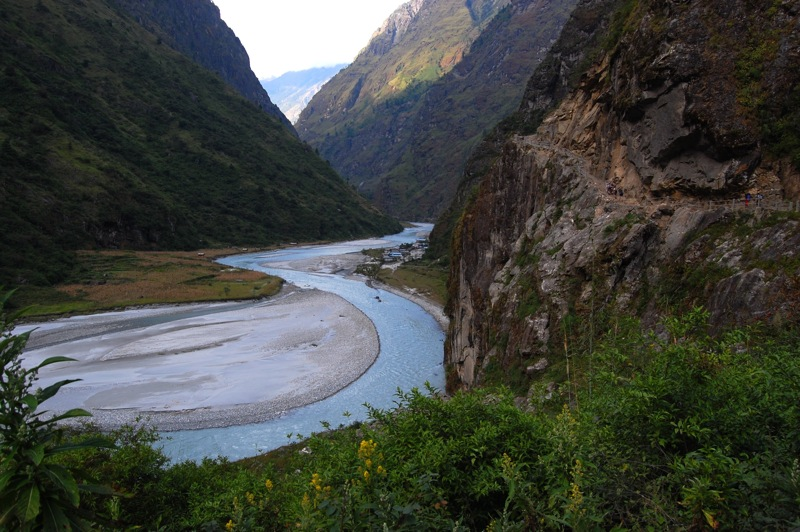
توتنهام متشابك على طول نهر مارسينكد (نيبال)
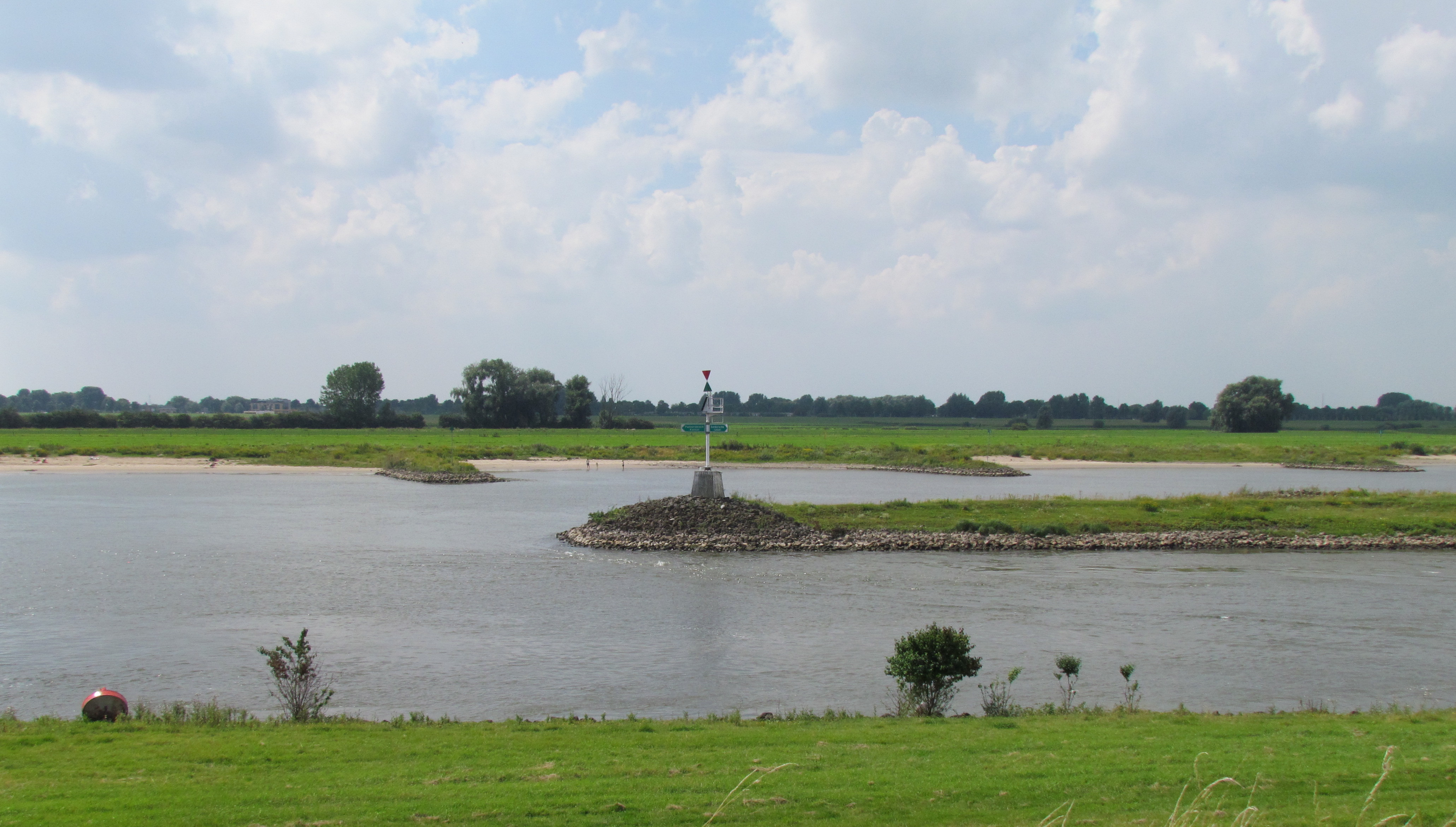
نقطة تشعب نهري نيديرين وإيجسيل (هولندا)
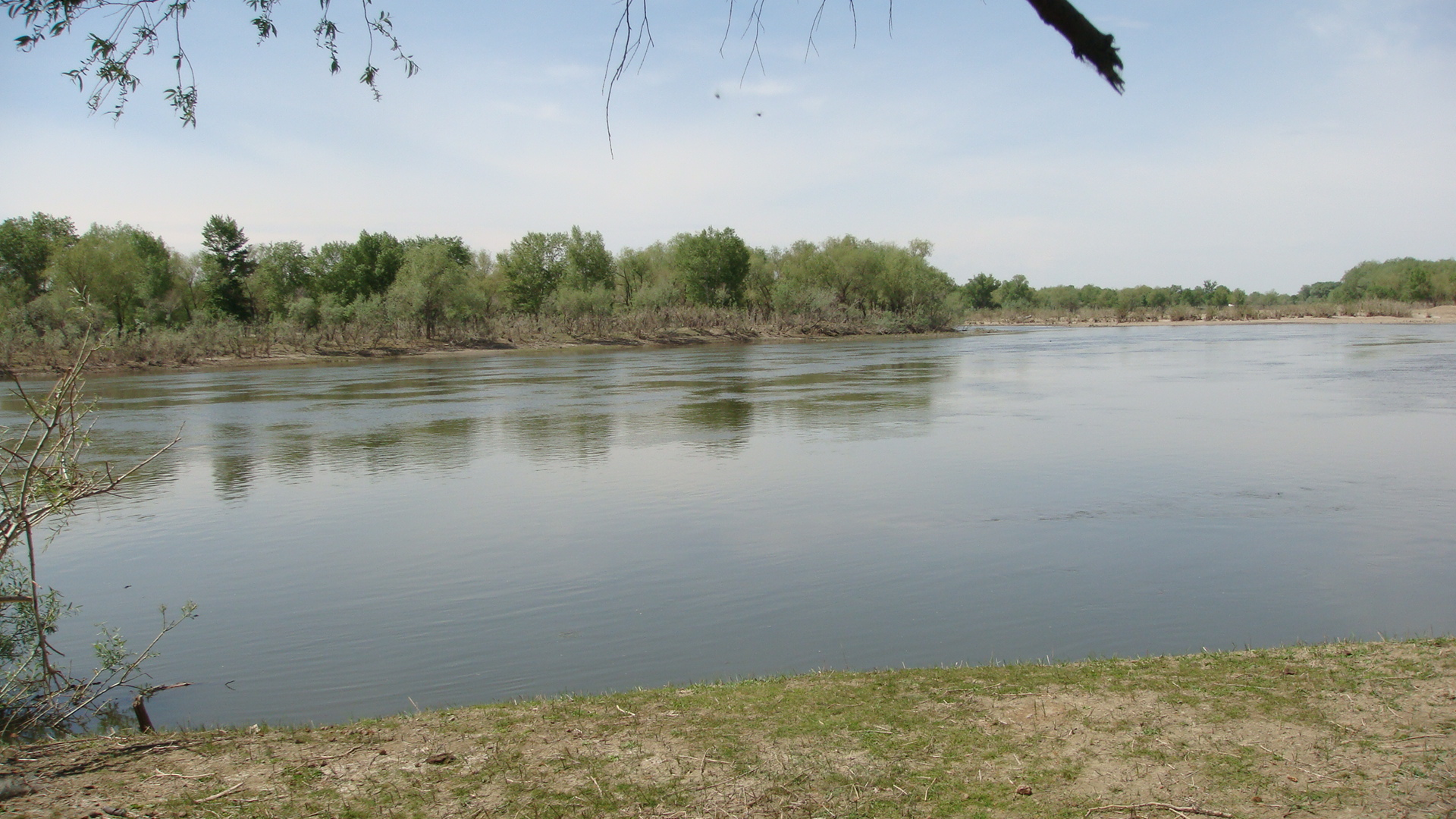
منظر طبيعي لنهر إرتيش (شينجيانغ ، الصين)
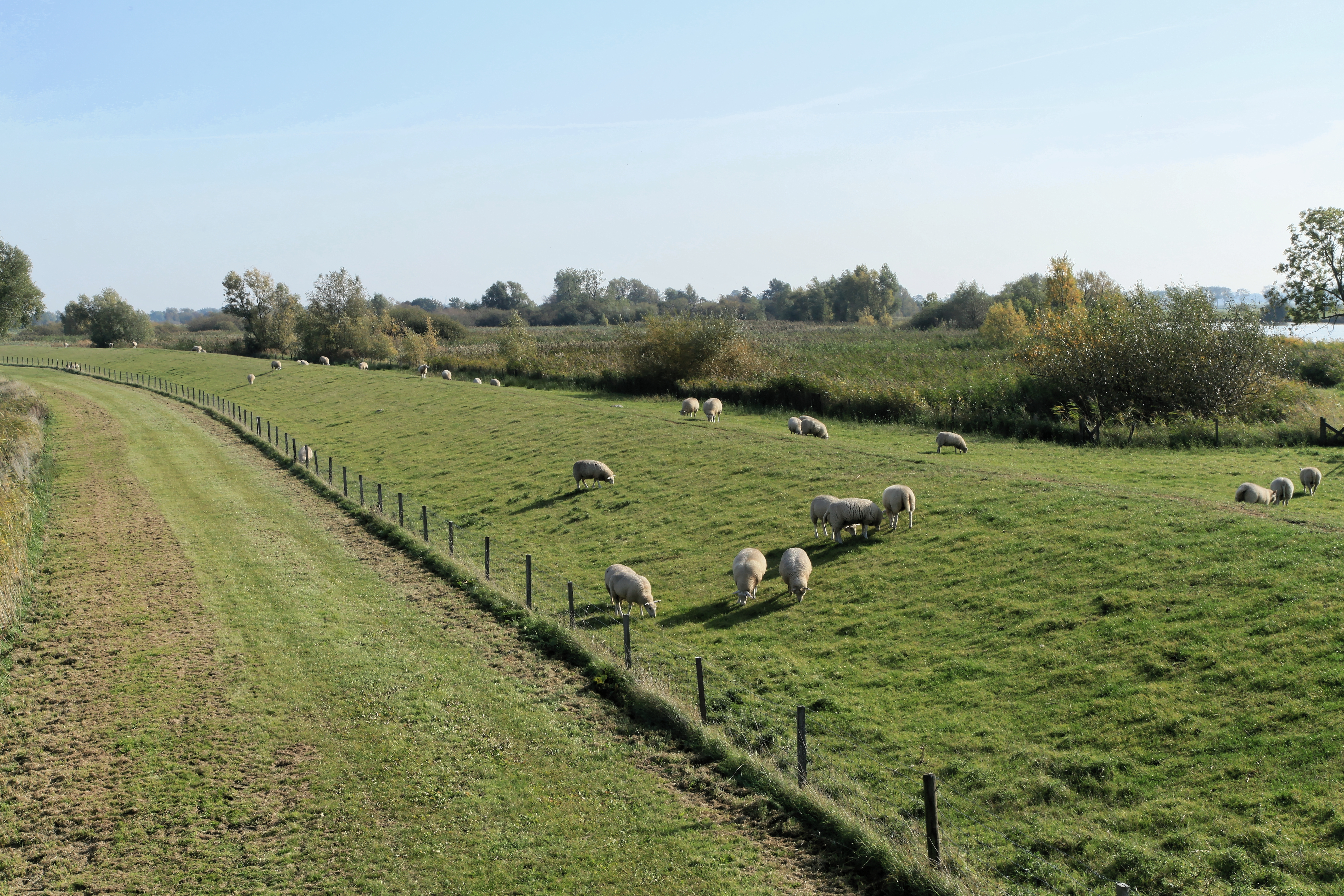
ليفي عند نهر جوم (ألمانيا)
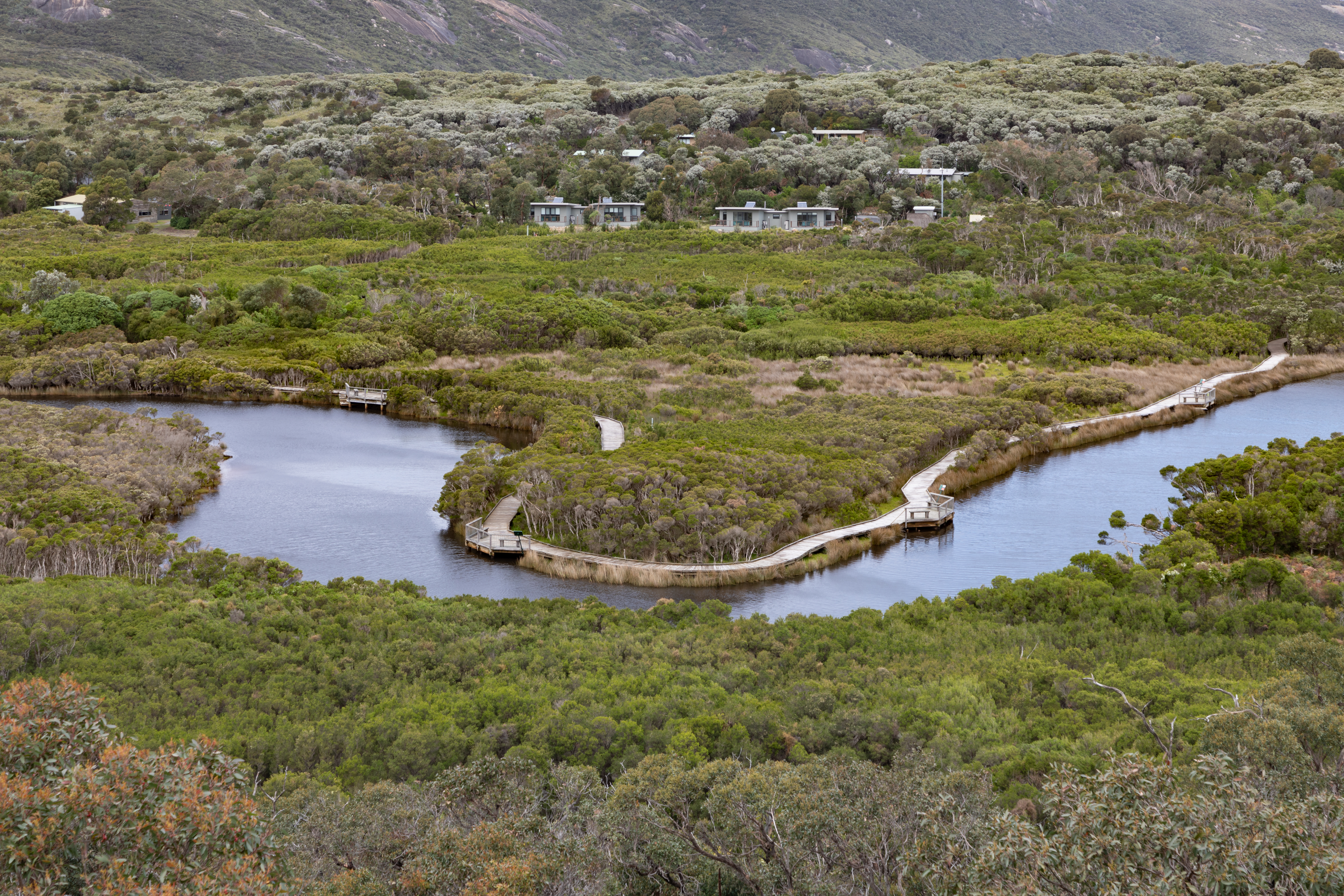
تعرج في نهر المد والجزر (فيكتوريا)
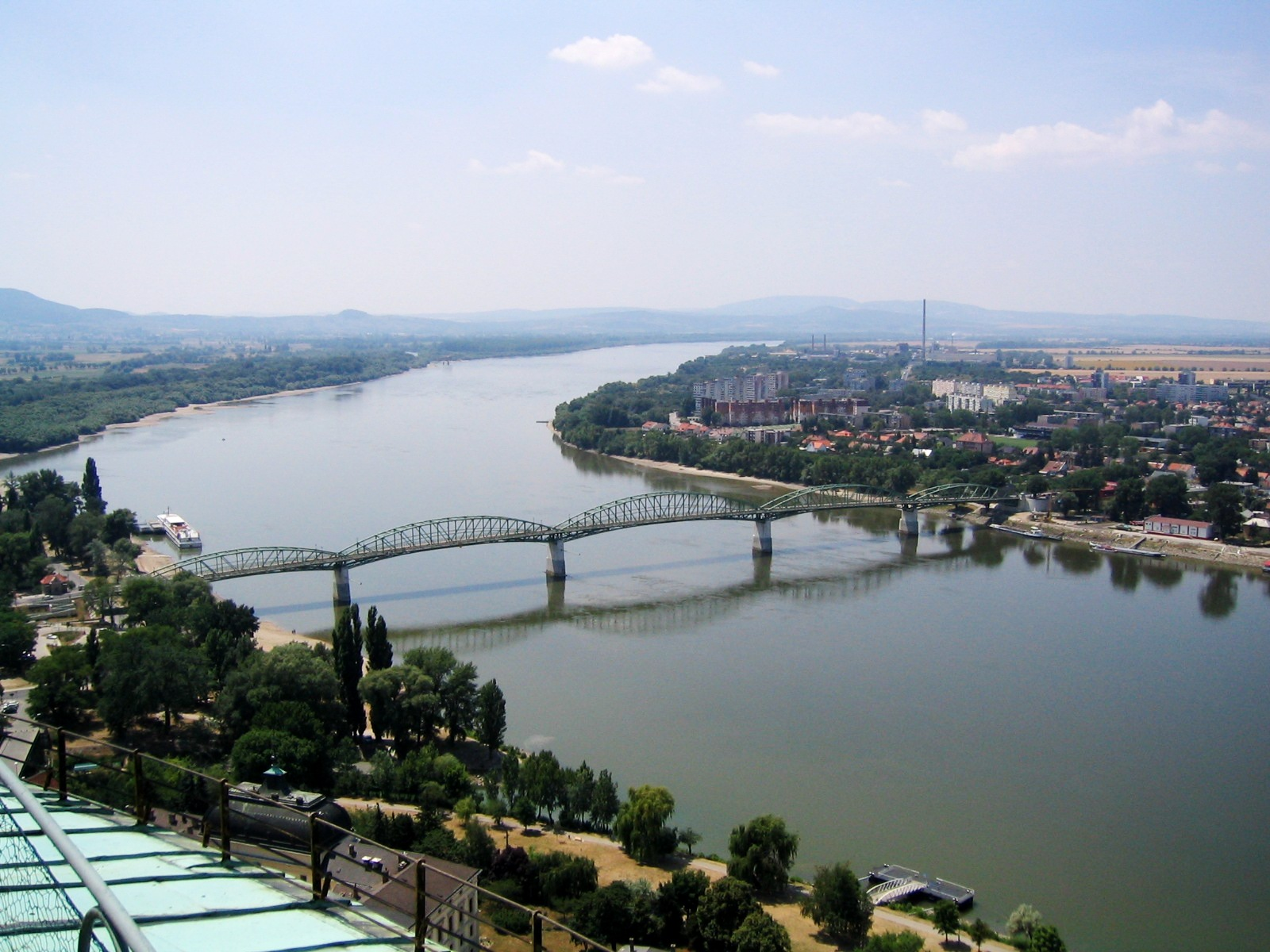
مجرى منخفض لنهر الدانوب (هنغاريا)
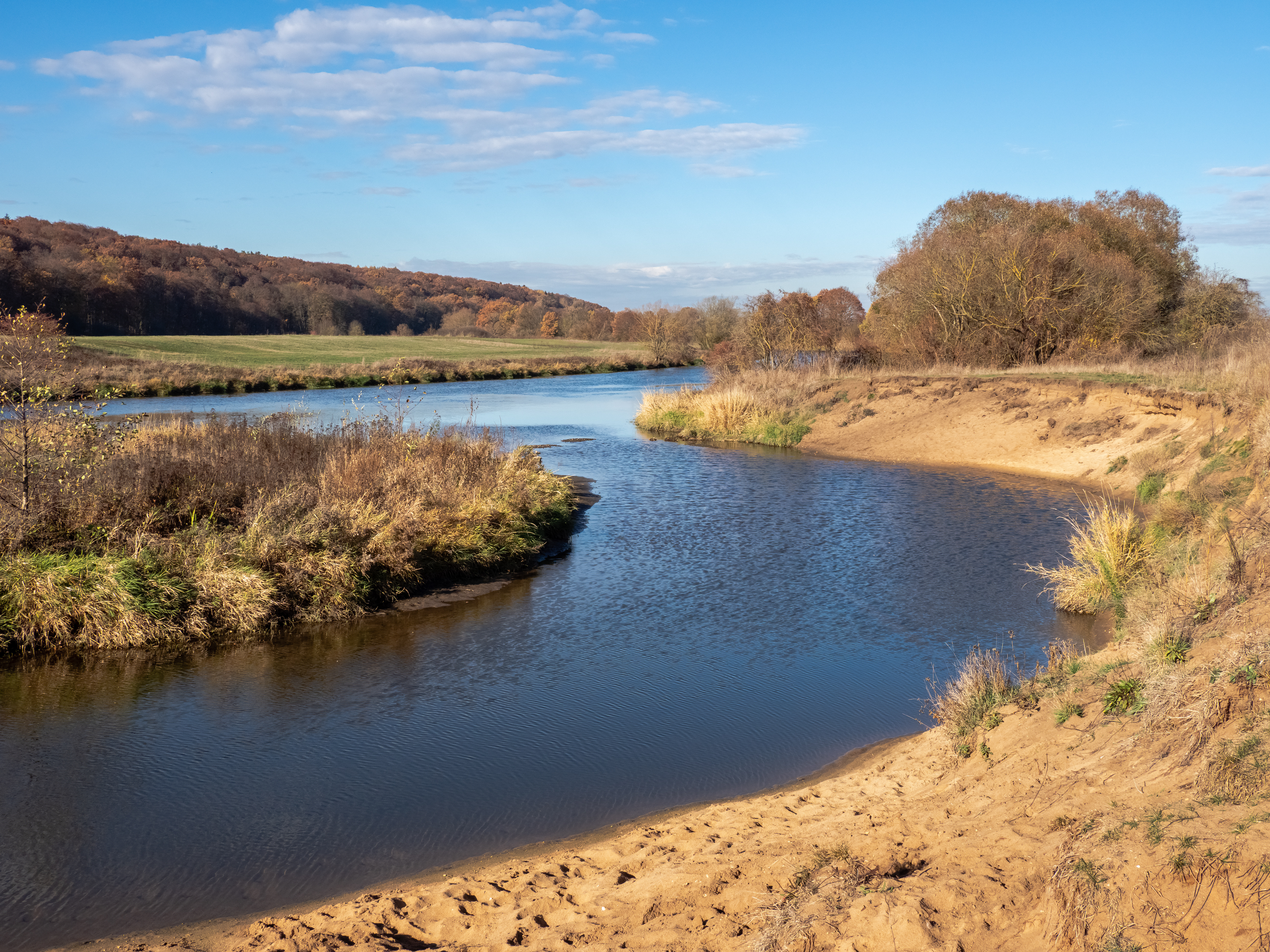
ضفة نهر رينيتز (ألمانيا)
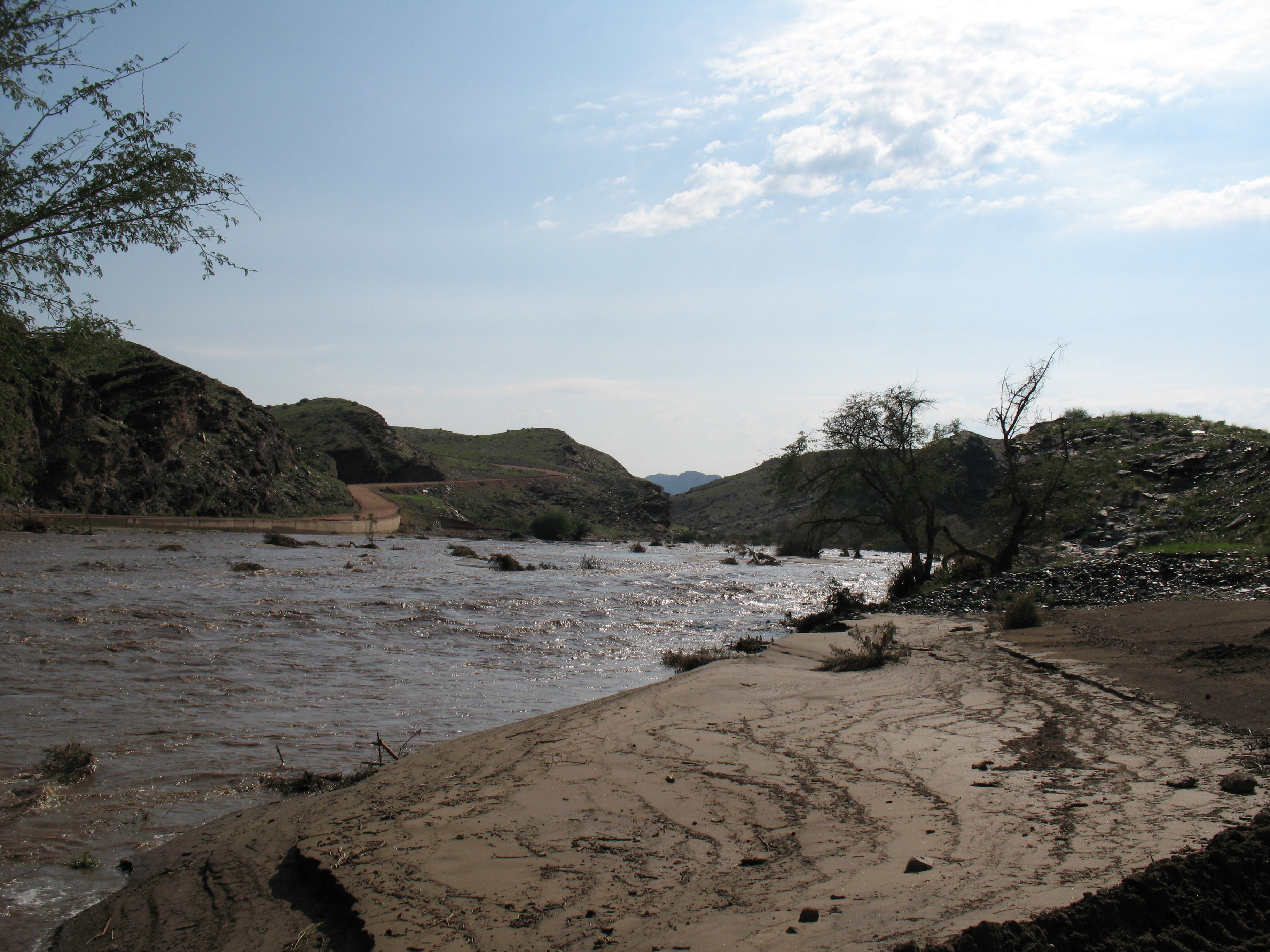
ريفرسكيب لنهر كيسيب (ناميبيا)
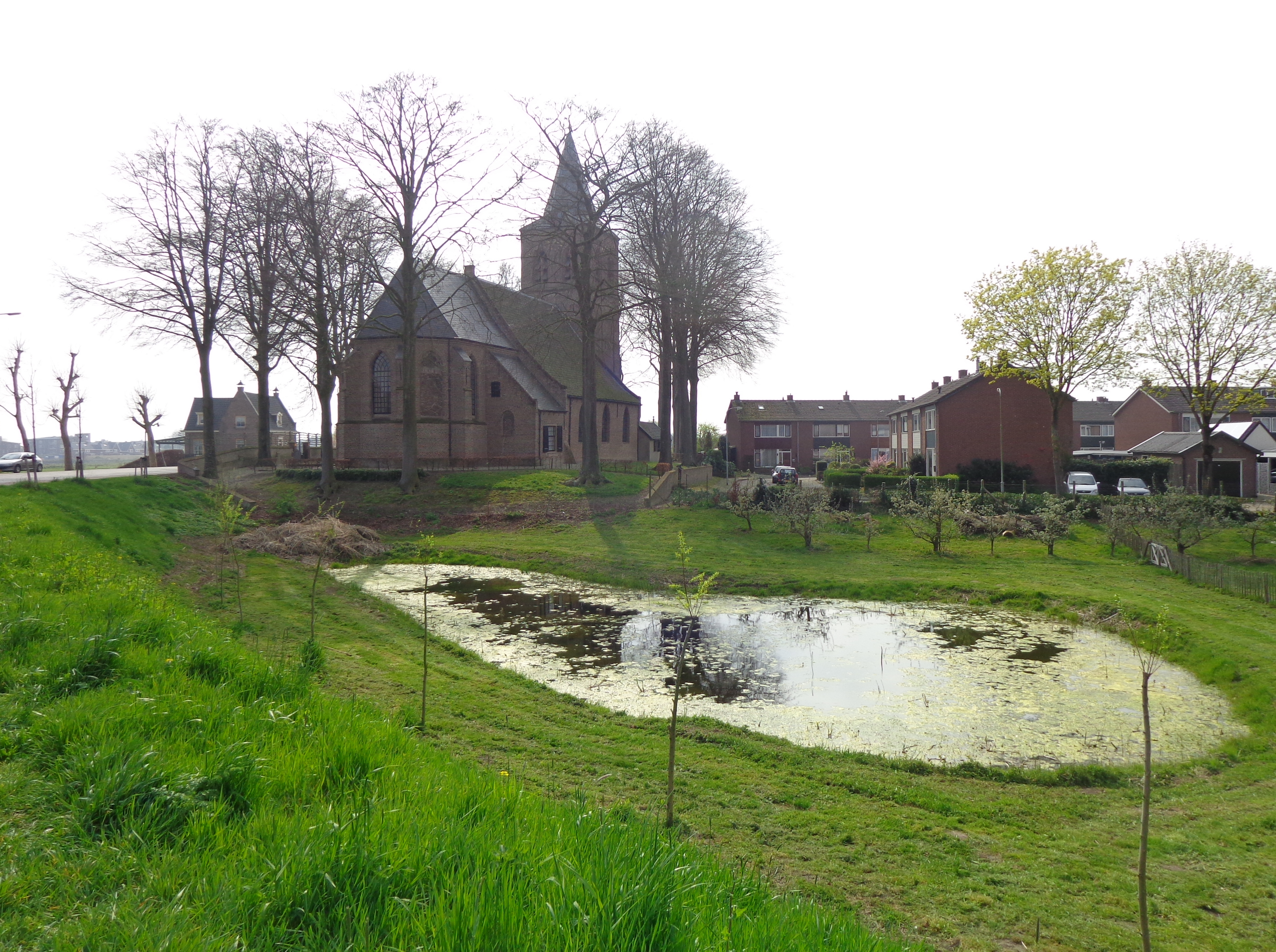
كولك على طول نهر لينج (هولندا)